# Lantilly
Lantilly település Franciaországban, Côte-d’Or megyében. Lakosainak száma 99 fő (2022. január 1.). Lantilly Champ-d’Oiseau, Villars-et-Villenotte, Semur-en-Auxois, Grignon, Massingy-lès-Semur és Millery községekkel határos.

## Népesség
A település népességének változása:
| Lakosok száma | 91   | 92   | 112  | 97   | 105  | 106  | 109  | 105  | 103  | 99   |
|               | 1968 | 1982 | 1990 | 2006 | 2013 | 2015 | 2017 | 2019 | 2020 | 2022 |